# Johann Balthasar Gerhauser
Johann Balthasar Gerhauser (auch Balthasar Gerhauser; * 24. September 1766 in Kaufbeuren; † 4. Juni 1825 in Dillingen an der Donau) war ein deutscher römisch-katholischer Theologe und Hochschullehrer.

## Leben
Gerhauser besuchte zunächst die Schule seiner Heimatstadt, wurde dann in Augsburg ausgebildet, bevor er an der Universität Dillingen das Studium der Philosophie und Theologie absolvierte. 1789 erfolgte seine Promotion zum Doktor der Theologie. 1789 wurde er Präfekt und Repetitor im Dillinger Konvikt. In dieser Zeit widmete er sich außerdem dem Studium der Rechtswissenschaft. 
Gerhauser erhielt 1795 die Stelle als Professor der Dogmatik und Exegese an der Dillinger Universität, 1800 wurde er zugleich Regens des dortigen Priesterseminars. Als 1803 die Universität in ein hochschulisches Lyzeum umgewandelt wurde, bestätigte man ihn in beiden Ämtern. 1812 musste er aus gesundheitlichen Gründen sein Amt als Regens niederlegen. In diesem Zuge wurde ihm die Professur für Hermeneutik und Exegese übertragen. 1818 wurde ihm erneut die Stelle als Regens des Konvikts sowie die Stelle als Leiter des Priesterseminars übertragen. 1824 trat er in den Ruhestand.
Gerhauser wird zum Kreis der Allgäuer Erweckungsbewegung gezählt.

## Werke (Auswahl)
- Selectae propositiones ex universo studio theologico, Brönner, Dillingen 1789.
- Jesus Christus, der Erlöser der sündigen Menschheit, Platzer, Augsburg 1808.
- Charakter und Theologie des Apostels Paulus, Weber, Landshut 1816.
- Ueber die Psalmen, Weber, Landshut 1817.
- Abhandlung über das Gespräch Jesu mit Nikodemus und über das Evangelium Johannis überhaupt, Roßnagel, Dillingen 1820.
- Aphorismen aus der Homiletik, Kösel, Kempten 1829.
- Biblische Hermeneutik, 2 Bände, Kösel, Kempten 1829.
- Einleitung in das Evangelium des heiligen Johannes, Kösel, Kempten 1831.